# 1999年巴基斯坦政變
1999年巴基斯坦政变，是时任巴基斯坦参谋长联合委员会主席兼陆军参谋长的穆沙拉夫将军于1999年10月12日发动的一场不流血军事政变。军方解散了由纳瓦兹·谢里夫领导的政府，并将谢里夫软禁，随后谢里夫被控“胁迫劫持”罪名成立，之后被迫流亡海外。

## 背景
1999年的卡吉爾邊境衝突发生之后，谢里夫与穆沙拉夫的关系出现恶化，双方互相指责对方应为这场入侵行动负责。當民眾與媒體公開推測軍事接管的可能性時，谢里夫變得越來越不安。1999年10月12日，谢里夫突然下令解除穆沙拉夫陆军参谋长的职务，并任命巴基斯坦三军情报局局长齐亚乌丁中将接任，但这一决定遭到军方抵制。

## 政变
谢里夫下令解除穆沙拉夫职务当天，在斯里兰卡参加完其独立日庆典的穆沙拉夫搭乘一班商務客機返回巴基斯坦。謝里夫下令封鎖卡拉奇機場以防止客機的降落，並令客機降落在印度或者讷瓦布沙阿，但是穆沙拉夫聯絡了軍隊高層的將軍們，由他們接管了國家並且推翻了謝里夫的行政機關。
下午7时，正规军出现在伊斯兰堡街头。7时05分左右，一部分正规军冲进了巴基斯坦国家电视台，并中断了节目播出，而节目恢复后第一条消息便是宣布谢里夫政府已被解散；另一部分冲进总理府。据称，总理府的守卫未做任何抵抗，有些人甚至就地放下了武器。8时左右，10余辆军车开进总理府，并不许任何人出入，军方对总理谢里夫及其弟弟、旁遮普省首席部长沙赫巴兹·谢里夫实行了所谓的“保护性监管”（即软禁）。与此同时，在卡拉奇、拉合尔、白沙瓦等其他大城市，军队也同样接管了交通、通信及其他政府要害部门，并控制了国际电话线路。 
晚上10时左右，电视里传出穆沙拉夫已返回伊斯兰堡，并准备发表电视讲话的消息，而直到次日凌晨3时20分左右，穆沙拉夫才出现在电视荧幕上发表了讲话。他在讲话中指责谢里夫的“独裁”动摇了巴基斯坦的国家基础，并使国家经济濒临崩溃的边缘。他称，谢里夫政府完全不顾军队对国家局面的关注，并试图使军队政治化，造成军队不稳定。因此，为制止国家政局的动荡，军队最终动用了武力。他在讲话中保证，国家的政局将非常稳定，并在其控制之内，“任何外来的力量都不会找到可乘之机”。他最后呼吁巴民众“保持冷静并支持你们的军队重建国家，为巴基斯坦找到一条通向富庶的未来之路。”在讲话中，穆沙拉夫没有提到谢里夫当时的状况，也没有提出实行军事管制。穆沙拉夫後來宣布自己是巴基斯坦國家安全委員會的首席執行官（Chief Executive），但他並沒有立即辭退當時的總統穆罕默德·拉菲克·塔拉爾。
14日，穆沙拉夫宣布巴基斯坦全国进入紧急状态并颁布“临时宪法令”，宣布暂停实施原宪法。其后在「臨時憲法令」（Provisional Constitutional Order）下宣誓成立的巴基斯坦最高法院宣告對穆沙拉夫的免職令是違憲的，因為巴基斯坦陸軍參謀長的職位是由憲法的任命，不能在沒有正當程序之下被免職。最高法院又宣布解任首席大法官、陸軍參謀長與海軍參謀長。

## 后续
2000年，納瓦茲被送進監獄，经巴基斯坦反恐法庭審理，意图以劫持脅迫的罪名判處谢里夫終身監禁，最终因腐败逃税罪被判处14年徒刑，并失去21年內擔任公職的資格，禁止他參與巴基斯坦的政治，並且罰款兩千萬巴基斯坦盧比。经沙特阿拉伯政府调停，軍政府同意他以流亡沙特阿拉伯來作交換。他的家人與他一起離開。他妻子與他政黨的資深成員和巴基斯坦人民黨組成一個反軍政府聯盟，即使巴基斯坦人民黨過去是對於巴基斯坦穆斯林联盟（谢里夫派）最大的反對黨。谢里夫在海外流亡七年之后，最终于2007年年底回国，并于2013年5月11日率领穆盟（谢派）在议会选举中获胜，他本人第三度出任巴基斯坦总理。
而通过政变上台的穆沙拉夫于2001年6月20日，强迫塔拉尔总统交出權力，宣誓出任巴基斯坦总统。2002年11月16日，在反對派抵制的情况下下，他宣稱獲98%民眾支持，宣誓连任。2008年8月18日，穆沙拉夫由于受到执政联盟、3个省议会以及陆军参谋长阿什法克·佩尔韦兹·基亚尼领导的军方的反对而被迫辞职。之后穆沙拉夫遭到包括叛国罪在内的多项指控，并被禁止参政。